# Dobmúzeum

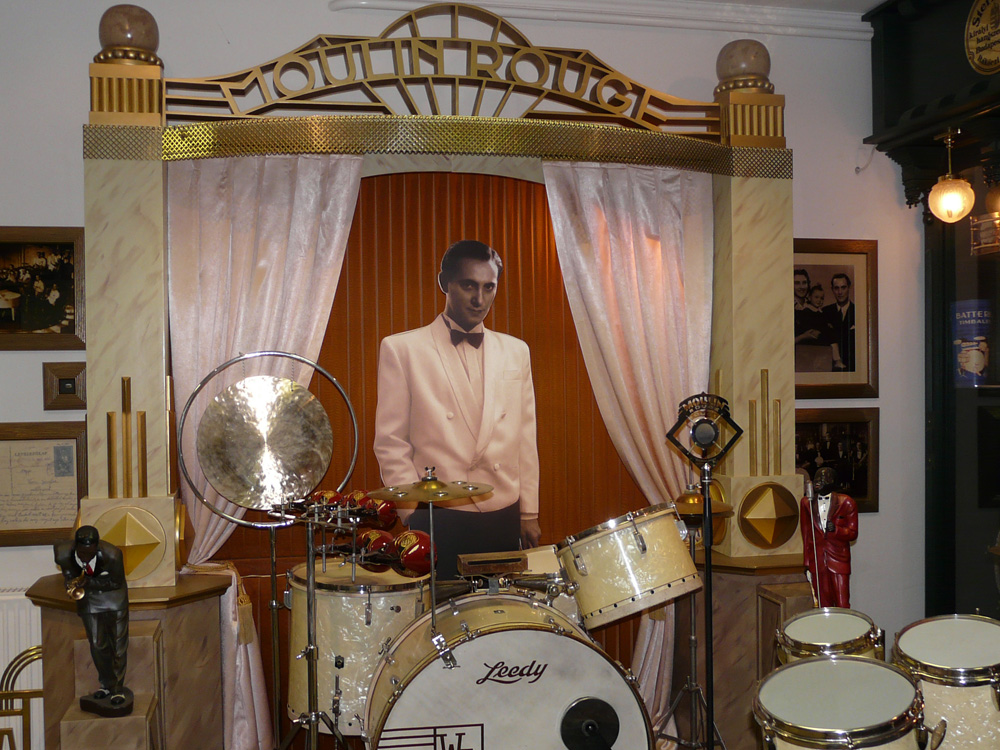
Weisz Api, a Chappy-zenekar dobosa. A Leedy Improved Swingster dobfelszerelés (USA, 1940)

A Dobmúzeum Kármán Sándor magángyűjteményét tartalmazó, alapítványi fenntartású múzeum Cegléden, a Szabadság tér 5. sz. alatt. 
Állandó kiállítása ízelítőt ad a könnyűzene, a dzsessz ütőhangszereinek 20. századi történetéből.

## Kialakulása
A magángyűjtemény Kármán Sándor (1950–2021) ceglédi dekoratőr, zenész, hangszertervező és -gyűjtő több évtizedes munkájának eredményeként jött létre. A múzeumalapító Kovács Gyulánál, a kiváló magyar dzsesszdobosnál tanult. 
Ütőhangszerek iránti érdeklődése, a jelentősebb magyar és külföldi dobkészítő cégekkel kiépített kapcsolatai vezettek el „A dob története“ című első kiállításához (Cegléd, Kossuth Lajos Múzeum), melyet Gonda János nyitott meg 1979. május 27-én. Kísérőprogramként aznap a helyi művelődési házban Jávori Vilmos, Kovács Gyula és Kőszegi Imre dobtriója tartott bemutatót.
„Százéves a dzsesszdob“ címmel megrendezett második kiállítása (Kecskemét, 1990) után dobgyűjteményéből egy családi ház garázsában kis múzeumot nyitott.
A gyűjtemény a gyors gyarapodás és a növekvő érdeklődés miatt az autógarázs helyiségét hamarosan kinőtte, megfelelő elhelyezésére a városi önkormányzat által biztosított épületben nyílt lehetőség. A Dobmúzeumot 2000. november 27-én Gonda János zeneszerző, zongoraművész nyitotta meg. Ugyanebben az évben jött létre a Magyar Ütőhangszeres Kultúráért Alapítvány, melynek egyik célja a múzeum fenntartása, gyűjteményének karbantartása és folyamatos gyarapítása.

## A gyűjtemény

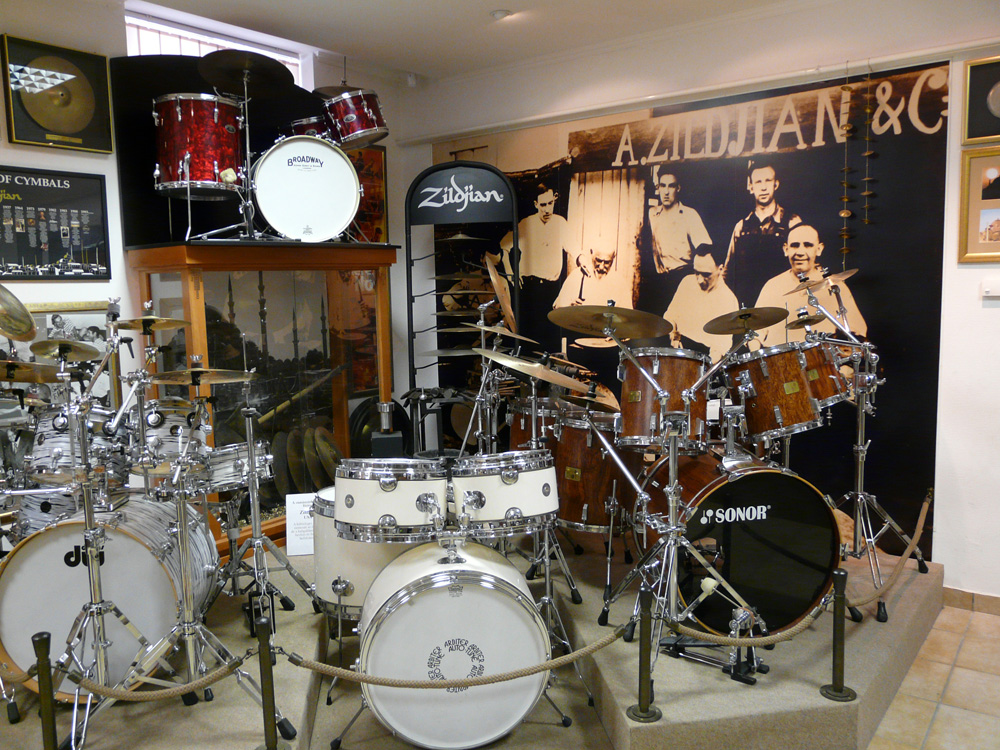
A kiállítás egy részlete

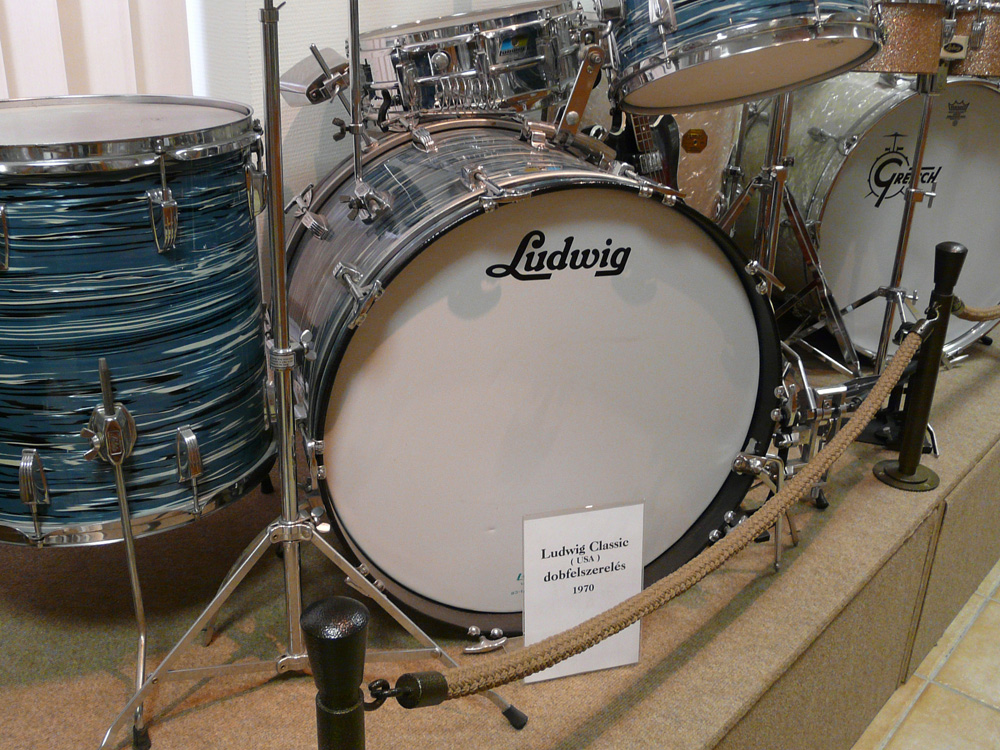
Ludwig Classic dobfelszerelés

Az állandó kiállítás hangszerek, fotók, személyes tárgyak segítségével mutatja be egykori legendás dobfelszerelések, híres dobosok és dobkészítő mesterek történetét. 2008-ban a gyűjtemény 32 dobfelszerelésből és közel 100 dobból, többségében a dzsessz és a könnyűzene világának ütőhangszereiből állt, jelentős részük ajándékként, adományként került a gyűjteménybe. Köztük van többek között az 1950-es években készített két dobfelszerelés, a neves magyar dobkészítő mester, Medveczky Antal munkája is. A külföldi mesterek munkái között látható egy 1940 körül az USA-ban készült Leedy Improved Swingster és egy 1970-ben gyártott Ludwig Deluxe Classic dobfelszerelés.
A gyűjtő-alapító Kármán Sándor saját tervezésű Turbo Designer fantázianevű különleges, Harley-Davidson motorkerékpárra emlékeztető dobfelszerelése az 1999. évi frankfurti zenei vásáron szép sikert aratott, ennek megfelelően a kiállítás központi helyén kapott helyet.
A gyűjteményt hangszerkatalógus, szakkönyv- és folyóirattár, kép- és hangarchívum egészíti ki. A kiállítás melletti kis kamaraterem hangszeres bemutatók, dobtörténeti előadások, rendhagyó zeneórák tartására alkalmas.